# سولت بيت
سولت بيت هو اسم حركي لأحد أماكن الاحتجاز القسري التابعة لوكالة المخابرات المركزية، يُعتبر كموقع أسود ومكان للاعتقال والاستجواب في أفغانستان. يقع شمال كابل وكان موقع لمصنع قبل الحرب في أفغانستان.
في شتاء عام 2005 أصبح سولت بيت معروفة لعامة الناس بسبب حادثتين. في عام 2011 أشارت صحيفة ميامي هيرالد إليه باعتباره نفس المنشأة التي احتجز بها العديد من معتقلي غوانتانامو قبل نقلهم إلى غوانتانامو. والذي رُمز إليه بـ «السجن المُظلم». وهي حقيقة تم تأكيدها لاحقًا في تقرير التعذيب التابع لوكالة المخابرات المركزية.